# Nicola Fabrizi

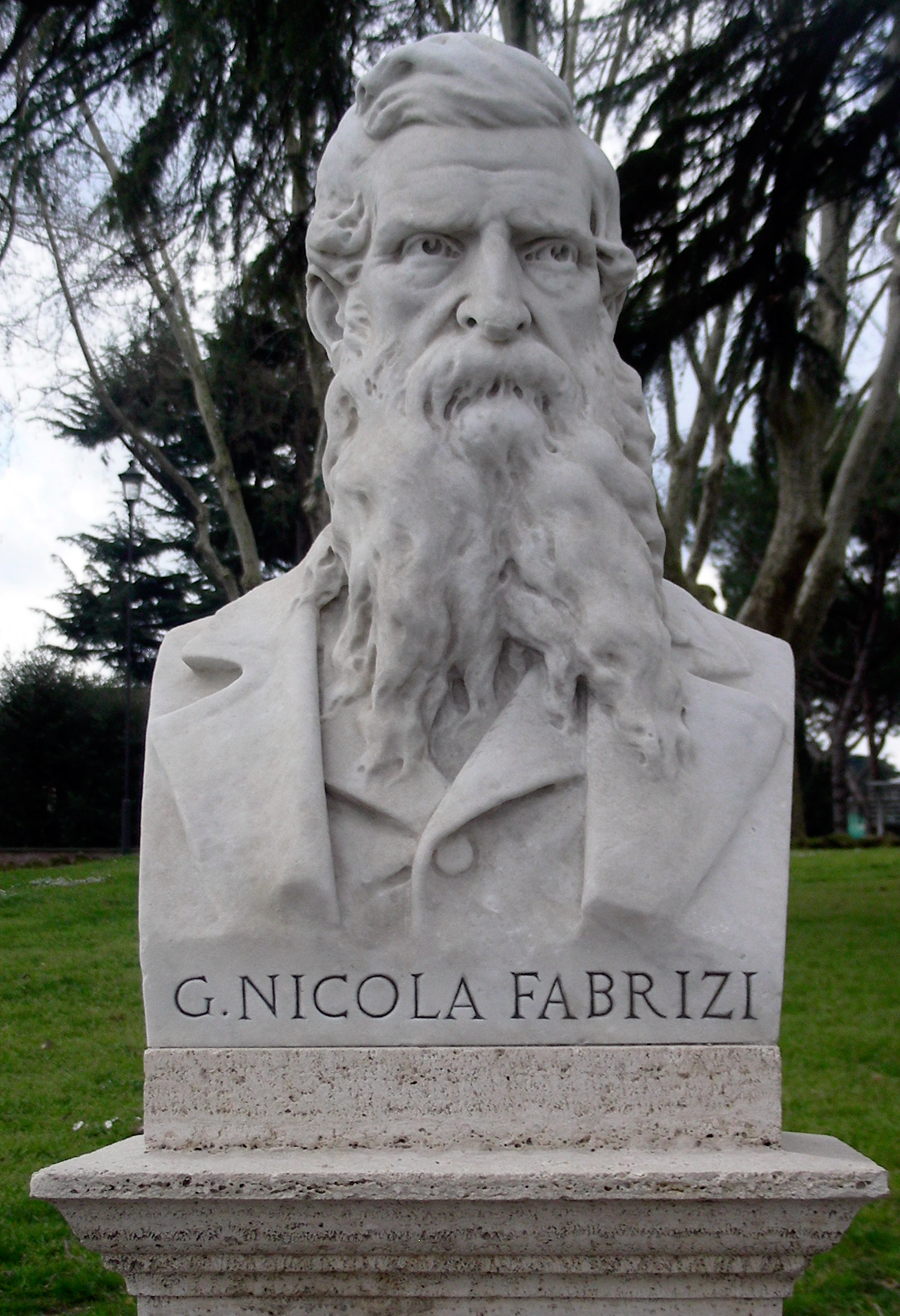
Büste Nicola Fabrizis im Gianicolo Park von Rom (Antonio Buttinelli, 1886)

Nicola Fabrizi (* 4. April 1804 in Sassi bei Modena; † 31. März 1885 in Rom) war ein italienischer Freiheitskämpfer, Revolutionär und einer der Protagonisten des Risorgimento, der italienischen Einigungsbewegung zwischen 1820 und 1870.

## Geburtsort
Laut offiziellen Angaben wurde er am 4. April 1804 in Modena geboren. Sehr wahrscheinlich ist jedoch, dass er bereits am 31. März 1804 in dem kleinen Dorf Sassi in der Gemeinde Molazzana in der Provinz Lucca zur Welt kam und dann von seinem Vater, der nach Modena gegangen war, um dort seine Studien abzuschließen, dorthin gebracht und dort gemeldet wurde. In Sassi waren die Urgroßeltern und Großeltern Fabrizi geboren, aufgewachsen und gestorben, und auch seine Eltern waren in Sassi geboren und hatten dort lange Zeit gelebt, bis sie nach Modena zogen.

## Leben
Fabrizi wurde als junger Mann Mitglied im Geheimbund der Carbonari, nahm an Ciro Menottis gescheitertem Aufstand im Januar 1831 in Modena teil und wurde deshalb am 3. Februar 1831 mit seinen Brüdern Luigi (1812–1865) und Paolo (1805–1859) verhaftet.  Nach seiner Freilassung ging er im Mai 1832 nach Marseille, wo er mit dem Gedankengut Giuseppe Mazzinis und des von diesem begründeten Geheimbunds Junges Italien (Giovine Italia) bekannt wurde und sich dieser Bewegung anschloss.  Er half Mazzini, die fehlgeschlagene Invasion Savoyens (1. Februar 1834) zu organisieren.  Danach floh er nach Spanien, wo er an den Kämpfen gegen die Carlisten teilnahm und 1837 für Tapferkeit im Feld ausgezeichnet wurde.
1837 ging Fabrizi zunächst nach Korfu, dann nach Malta, wo er 1839 die Legione Italica gründete, von der er hoffte, dass sie in Süditalien und besonders in Sizilien eine Guerillabewegung werden und Volksaufstände herbeiführen würde. 1844 versuchte er vergeblich, Mazzini von dessen Unterstützung für die katastrophal fehlgeschlagene Meuterei der Brüder Attilio und Emilio Bandiera abzuhalten, aber er unterstützte Francesco Crispi bei der Vorbereitung der Sizilianischen Revolution vom Januar 1848. Im Jahre 1849 zeichnete er sich mit einer Abteilung Freiwilliger aus Sizilien bei der Verteidigung der Repubblica di San Marco (Venedig) gegen die Österreicher aus. Danach ging er nach Rom, wo er im Frühsommer an der Verteidigung der Stadt gegen die französischen und spanischen Interventionstruppen teilnahm.  Nach der endgültigen Niederschlagung der Römischen Republik am 3. Juli 1849 kehrte er nach Malta zurück.  Dort beschaffte er Waffen und Vorräte, die er nach Sizilien bringen ließ, wo er Crispi bei der Vorbereitung der Revolution von 1860 unterstützte.  Auch den Raid Carlo Pisacanes auf Ponza und Sapri im Jahre 1857, mit dem dieser einen Aufstand in Süditalien zu provozieren versuchte, unterstützte er aktiv.
1860 beteiligte Fabrizi sich an Garibaldis Zug der Tausend auf Sizilien. Während Garibaldi am 11. Mai 1860 im Westen der Insel bei Marsala landete, ging Fabrizi mit seinem Leuten am 2. Juni 1860 an der Ostküste bei Pozzillo an Land und eroberte den südlichen Teil der Insel. Er vereinigte sich mit Garibaldi und kämpfte mit ihm bei Palermo und Milazzo. Als Garibaldi sich zum Diktator von Sizilien machte, ernannte er Fabrizi zum General, zum Kriegsminister seiner provisorischen Regierung und zum Gouverneur von Messina. Nach den Plebisziten im Königreich beider Sizilien, die dessen Anschluss an das neue, geeinte Italien besiegelten, ging Fabrizi wieder nach Malta, wurde aber schon bald zurückgerufen, um Enrico Cialdini, dem frisch ernannten Herzog von Gaeta und Statthalter von Neapel, bei der Unterwerfung der so genannten „Briganten“ zu helfen. Im Krieg von 1866 mit Österreich, dem Dritten Italienischen Unabhängigkeitskrieg, kämpfte Fabrizi mit Garibaldis 2. Italienischen Freiwilligenregiment (2º Reggimento Volontari Italiani) im Trentino. Als Garibaldi 1867 gegen den Kirchenstaat zog, war Fabrizi Vizechef des Generalstabs und nahm am 3. November 1867 an der Schlacht bei Mentana teil, in der ein Heer des Kirchenstaats unter General Hermann Kanzler und französische Hilfstruppen unter General Balthazar de Polhès Garibaldis Freischärler besiegten.
Fabrizi war im neuen Königreich Italien von 1861 bis 1865 Mitglied der Abgeordnetenkammer des italienischen Parlaments für Modena. Er setzte sich für eine Einigung der Linken ein und bemühte sich ab 1878 um die Ernennung Crispis zum Ministerpräsidenten.